# Kepa Blanco
Kepa Blanco González (San Pedro Alcántara, Málaga, 13 de enero de 1984) es un exfutbolista y entrenador de fútbol español. Jugaba como delantero.

## Carrera

### Jugador
Clubes
Formado en la cantera del U.D. San Pedro y el juvenil del U.D. Marbella, un año después recaló en el juvenil División de Honor sevillista de donde pasó al Sevilla Atlético. En la primera temporada en el filial hispalense, se convierte en el máximo goleador de la categoría por lo que saltó al año siguiente al primer equipo. Ganó con el Sevilla FC la Copa de la UEFA del 2.006 y la Supercopa de Europa en 2.006.
En el mercado invernal de la temporada 2006-07 es cedido, con una opción de compra de 5 millones de euros, por el West Ham.
En la temporada 2007-08 Kepa estuvo a punto de fichar por el Athletic Club, pues su madre es vizcaína. El caso tuvo un gran revuelo, pero finalmente es fichado por el Getafe CF por 3,5 millones de euros.
Tras cinco temporadas en el club madrileño, en la temporada 2010-11 ficha por el Recreativo de Huelva que estaba entrenado por su excompañero Pablo Alfaro por dos temporadas. El acuerdo con el Getafe alcanzó la cantidad de 2,5 millones de euros y al jugador Adrián Colunga.
Del equipo onubense pasó a formar parte del C.D. Guadalajara donde por una lesión en la tibia, tuvo que abandonar el futbol a los treinta años.
Selección nacional
Jugó en las selecciones sub-17, sub-19, sub-20, la selección sub-21 y selección sub-23
Marcó el gol que dio la medalla de oro a la selección española sub-23 en los Juegos Mediterráneos de 2005.

### Entrenador
Tras su retiro como jugador, Kepa formó parte del cuerpo técnico de la U.D. San Pedro para la temporada 2014-2015 en la Tercera División de España. El curso siguiente, tras la destitución de Adrián Cervera, Kepa asume la dirección técnica, siendo su segundo entrenador Javier Ramírez Gil. De allí paso a entrenar al juvenil del RCD Nueva Sevilla que abandonará a mitad de temporada para fichar por el equipo de la Tercera División Club Deportivo Alhaurino.
En la temporada 2018-19 pasa a entrenar al Estrella San Agustín C.F..
Actualmente es entrenador de las cantera del Sevilla F.C y del equipo de LaLiga Genuine.

## Clubes
| Club                 | País       | Año       |
| -------------------- | ---------- | --------- |
| Sevilla Atlético     | España     | 2003-2004 |
| Sevilla FC           | España     | 2004-2007 |
| West Ham (Cedido)    | Inglaterra | 2007      |
| Getafe CF            | España     | 2007-2010 |
| Recreativo de Huelva | España     | 2010-2012 |
| CD Guadalajara       | España     | 2012-2013 |

## Palmarés
| Título               | Club                | País   | Año  |
| -------------------- | ------------------- | ------ | ---- |
| Juegos Mediterráneos | España Sub-23       | España | 2005 |
| Copa de la UEFA      | Sevilla Fútbol Club | España | 2006 |
| Supercopa de Europa  | Sevilla Fútbol Club | España | 2006 |